# 牛鳳山
牛鳳山（？年—？年），字梧階，河南鞏縣（今屬鞏義市）明月村人，道光十三年（1833年）癸巳科一甲第一名進士。清朝軍事將領，武狀元及第，任凉州中营游击（驻地在今甘肃武威），加凉州副将銜，官至正二品凉州镇总兵（驻地在今甘肃武威）。

## 生平
道光十三年（1833年）癸巳科一甲第一名進士，授一等侍衞。歷官甘肅涼州中營游擊（驻地在今甘肃武威），加副将銜，后升凉州镇总兵（驻地在今甘肃武威），其与凉州牛鉴为好友。因病去職歸里。咸豐五年（1855年）黃河水患，牛鳳山通過知府賈某將實情上奏撫院，減免百姓税賦，他与凉州府牛鉴为好友。

## 家族
子牛瑄，咸豐年間傳臚。官翰林院編修。牛氏府邸至今尚存，破敗不堪，由後人居住。